# Краківське повстання 1923 року
Краківське повстання — це повстання робітників Кракова, яке було підтримане частиною солдатів. Краківське повстання 1923, одне з найбільших повстань в Польщі до окупації Нацистської Німеччини. Закінчилось повстання придушенням робітників, і роззброєнням повстанців.